# MBand
MBand, zapis stylizowany: MBAND – rosyjski boys band założony w 2014, grający muzykę popową.

## Historia zespołu

### Formowanie się zespołu
W 2014 Konstantin Meladze zdecydował się na założenie boys bandu. Pod koniec kwietnia ogłoszono przesłuchania do młodych wokalistów, które odbyły się we wrześniu w Rosji, Kazachstanie, Białorusi i Ukrainie. W pierwszym etapie castingów uczestników wybierał sam Mieladze, a także jurorzy: Anna Siedokowa, Polina Gagarina, Ewa Polna, Siergiej Łazariew, Władimir Presniakow i Timati.
W finale zwycięzcę wybrali telewidzowie w głosowaniu SMS-owym. Konkurs wygrali: Anatolij Coj, Artiom Pindiura, Nikita Kiosse i Władisław Ramm, którzy ostatecznie utworzyli boys band o nazwie MBand. 

### 2014–2015: Debiutancki singiel i Europejska Nagroda Muzyczna MTV
W listopadzie ukazał się ich debiutancki singiel „Ana wierniotsia”. W grudniu w serwisie YouTube ukazał się oficjalny teledysk do piosenki, który uzyskał wynik ponad 85 mln wyświetleń. Singiel dotarł do pierwszego miejsca rosyjskiej listy przebojów oraz zapewnił zespołowi statuetkę Złotego Gramofonu w 2014.
14 lutego 2015 zagrali na koncercie Big Love Show 2015, organizowanym przez Love Radio. W marcu wydali singiel „Daj mnie”. Pod koniec miesiąca zdobyli statuetkę na gali Kids’ Choice Awards 2015 w kategorii „Rosyjski debiut muzyczny roku”. W czerwcu odebrali nagrodę za wygraną w plebiscycie serwisu Woman.ru na ulubionego artystę roku. W tym czasie zaprezentowali premierowo singiel „Pasmatri na mienia”. Do utworu ukazał się teledysk, który osiągnął wynik ponad 24 mln wyświetleń w serwisie YouTube. W klipie gościnnie zagrali Konstantin Meladze i Niusza.

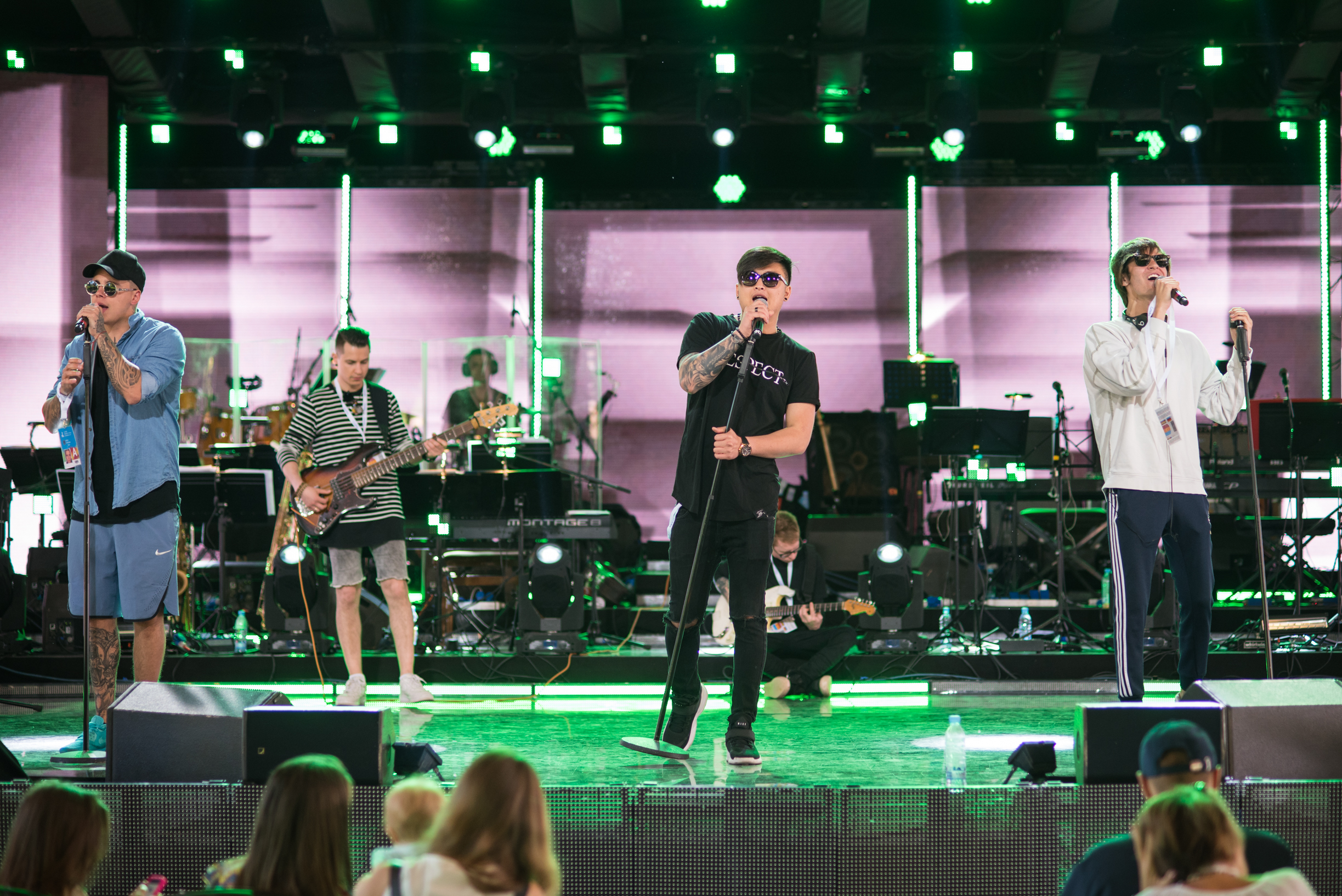
MBAND podczas prób do występu na festiwalu Lajma. Randewu w Jurmale, 2017

Za swoje dokonania w 2015 zdobyli statuetkę na gali Fashion People Awards-2015 za wygraną w kategorii „Odkrycie roku”, a także Europejską Nagrodę Muzyczną MTV dla najlepszego rosyjskiego wykonawcy, dzięki czemu byli nominowani do nagrody dla najlepszego europejskiego wykonawcy. 10 października zagrali pierwszy samodzielny koncert, który odbył się w moskiewskim klubie Bud Arena. 31 grudnia koncert został wyemitowany na kanale СТС Love. 12 listopada z zespołu odszedł Władimir Ramm.

### Od 2016:Biez filtrowiAkustika
W kwietniu 2016 wydali sinigel „Wsio isprawit”, promujący oficjalną ścieżkę dźwiękową filmu o tym samym tytule, w którym zagrali główne role. W czerwcu wydali singiel „Podnimi głaza”. W tym samym miesiącu, wraz z Niuszą, zagrali w minifilmie Poprobuj... Poczuwstwuj, będącym reklamą marki Coca-Cola. W lipcu wydali singiel „Niewynosimaja”. 
22 listopada 2016 wydali debiutancki album studyjny, zatytułowany Biez filtrow. Ponad miesiąc później, tj. 29 grudnia, zaprezentowali drugą płytę, zatytułowaną Akustika, zawierającą dziewięć ich utworów nagranych w wersji akustycznej. W grudniu zaprezentowali klip do piosenki „Walerina”, promującej ścieżkę dźwiękową do filmu o tym samym tytule.
W 2017 ukazały się ich trzy kolejne single: „Nie pobiedił”, „Prawilnaja diewoczka” i „Pomiedlennieje”. Do dwóch ostatnich zrealizowali teledyski. Single znalazły się na ich trzecim albumie studyjnym, zatytułowanym Grubyj wozrost, który ukazał się 29 czerwca 2018.

## Skład
- Anatolij Wasiliewicz Coj (ur. 2 czerwca 1989 w Ałmaty) — śpiew
- Artiom Wiktorowicz Pindiura (ur. 13 lutego 1990 w Kijowie) — śpiew
- Nikita Wiaczesławowicz Kiosse (ur. 13 kwietnia 1998 w Riazaniu) — śpiew

## Dyskografia

### Albumy studyjne
- Bez filtrow (2016)
- Akustika (2016)
- Grubyj wozrost (2018)